# Sony Computer Entertainment F1 serie
 Der er for få eller ingen kildehenvisninger i denne artikel, hvilket er et problem. Du kan hjælpe ved at angive troværdige kilder til de påstande, som fremføres i artiklen.

Sony Computer Entertainments F1 var den første i F1-serie med samme udvikler. Spillene er et computerspil om Formel 1.
Det startede med Formula 1 og endte med Formula One Championship Edition.
- Bemærk, at fra 2000 til 2003 er det EA Sports F1 Serie, som har licens i F1.
- Bemærk, at Formel 1 07 eller Formel 1 08 blev aflyst på grund af Formula One Championship Edition.

## Spil
| År   | Titel                            | Platform(e)                         |
| ---- | -------------------------------- | ----------------------------------- |
| 1996 | Formula 1                        | PlayStation, Windows                |
| 1997 | Formula One 97                   | PlayStation, Windows                |
| 1998 | Formula One 98                   | PlayStation                         |
| 1999 | Formula One 99                   | PlayStation, Windows                |
| 2000 | Formula One 2000                 | PlayStation                         |
| 2001 | Formula One 2001                 | PlayStation, PlayStation 2          |
| 2002 | Formula One Arcade               | PlayStation                         |
| 2002 | Formula One 2002                 | PlayStation 2                       |
| 2003 | Formula One 2003                 | PlayStation 2                       |
| 2004 | Formula One 04                   | PlayStation 2                       |
| 2005 | Formula One 05                   | PlayStation 2                       |
| 2005 | Formula One Grand Prix           | PlayStation Portable                |
| 2006 | Formula One 06                   | PlayStation 2, PlayStation Portable |
| 2006 | Formula One Championship Edition | PlayStation 3                       |

| computerspil | Spire Denne computerspilsrelaterede artikel er en spire som bør udbygges. Du er velkommen til at hjælpe Wikipedia ved at udvide den. |